# نانوجوانه کربنی

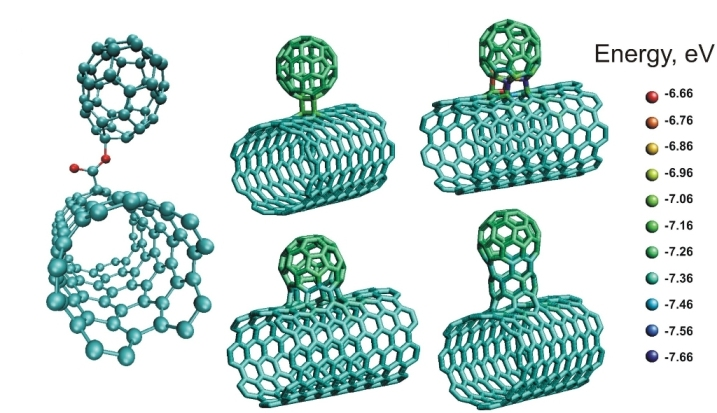
مدل‌های کامپیوتری از چندین نانوجوانهٔ پایدار

در فناوری نانو یک نانوجوانهٔ کربنی ماده است که از ترکیب نانولوله‌های کربنی و یک فولرن بیضی شکل به وجود می‌آید و منجر به ایجاد یک ساختار «جوانه» متصل به لوله می‌گردد.

## کاربردها
ویژگی‌هایی همچون واکنش پذیری شیمیایی، پراکندگی خوب و ساختار الکترونی متغیر نوار ممنوعه موید کاربرد گستردهٔ هستند. چندین پژوهش نظری به خاصیت مغناطیسی در نانوجوانه‌ها اشاره دارد.